# Finsk grammatik
Finsk grammatik är reglerna för det finska språket. Det utmärks av vokalharmoni (att ändelsernas utseende beror på vokalerna i stammen) och stadieväxling (att substantivens stam har ett hårt stadium och ett mjuk och att ändelsen bestämmer vilket som används). Ordföljden är SVO (subjekt - verb - objekt) i normalfallet fast den kan ändras beroende på vilken satsdel som talaren vill lyfta fram. Satsdelarna markeras genom kasusändelser och inte genom platsen i satsen.

## Uttal
Uttalet av finska överensstämmer huvudsakligen med skriften. Uttalet av u motsvaras dock av svenskans o (som i bok, inte som i korv), medan o motsvaras av å.
Bokstaven N ljuder olika beroende på positionen i ett ord:
- N före K uttalas NG, till exempel kenkä [kengkä] och onko [ongko].
- N före P uttalas M, till exempel onpa [ompa].
- N före L uttalas L, till exempel samanlainen [samallainen].
- N före M uttalas M, i detta fall likt mm (lång uttal).

Uttalet för NG är normalt alltid långt, till exempel Helsingin och kengät.
Kort ng-ljud återfinns bara i lånord likt signaali, annars uttalas bokstaven G alltid som hårt, dvs till exempel gavel.
Mer om finskans uttalsskillnader gentemot svenska kan läsas på artikeln om finska.

## Morfologi

### Pronomen

#### Personliga pronomen
| Personliga pronomen | Personliga pronomen |
| Finska              | Svenska             |
| Singular            | Singular            |
| ------------------- | ------------------- |
| minä                | jag                 |
| sinä                | du                  |
| hän                 | han, hon            |
| Plural              |                     |
| me                  | vi                  |
| te                  | ni                  |
| he                  | de                  |
| Artigt              |                     |
| Te                  | Ni                  |

#### Demonstrativa pronomen
| Demonstrativa pronomen | Demonstrativa pronomen       |
| Finska                 | Svenska                      |
| Singular               | Singular                     |
| ---------------------- | ---------------------------- |
| tämä                   | den/det här                  |
| tuo                    | den/det där                  |
| se                     | den/det (där, ej i närheten) |
| Plural                 |                              |
| nämä                   | de här                       |
| nuo                    | de där                       |
| ne                     | de (där, ej i närheten)      |

#### Interrogativa pronomen
| Interrogativa pronomen | Interrogativa pronomen                                  |
| Finska                 | Svenska                                                 |
| ---------------------- | ------------------------------------------------------- |
| kuka                   | vem, (av många)                                         |
| mikä                   | vilket, vilken (av många)                               |
| ken                    | vem, vilken (av många) - (gammalt eller dialektalt ord) |
| kumpi                  | vilken/vilket (av två)                                  |
| kumpainen              | vilken/vilket (av två) - (gammalt eller dialektalt ord) |

#### Relativa pronomen
| Relativa pronomen                                                                              | Relativa pronomen                        | Relativa pronomen                             |
| Pronomen                                                                                       | Exempel                                  | Svenska                                       |
| ---------------------------------------------------------------------------------------------- | ---------------------------------------- | --------------------------------------------- |
| joka (syftar tillbaka på en person, ett personligt pronomen eller en sak)                      | "hän on ainoa, jonka muistan"            | "han/hon är den enda som (jag) kommer ihåg"   |
| joka (syftar tillbaka på en person, ett personligt pronomen eller en sak)                      | "se on ainoa asia, jonka muistan"        | "det är den enda saken som (jag) kommer ihåg" |
| mikä (syftar tillbaka på en sak, ett icke-personligt pronomen eller huvudsatsen)               | "se on ainoa asia, minkä muistan"        | "det är den enda saken som (jag) kommer ihåg" |
| mikä (syftar tillbaka på en sak, ett icke-personligt pronomen eller huvudsatsen)               | "hän ei tullutkaan, mikä suututti minua" | "trots allt kom han inte, vilket retade mig"  |
| kuka (syftar tillbaka på en person eller ett personligt pronomen; vardagligt eller dialektalt) | "hän on ainoa, kenet muistan             | "han/hon är den enda som (jag) kommer ihåg"   |

#### Reciproka pronomen
| Reciproka pronomen | Reciproka pronomen              | Reciproka pronomen                                  |
| Pronomen           | Exempel                         | Svenska                                             |
| ------------------ | ------------------------------- | --------------------------------------------------- |
| toinen             | "he rakastavat toisiaan"        | "de älskar varandra" (plural)                       |
| toinen             | "he rakastavat toinen toistaan" | "de älskar varandra (var och en)" (dubbel singular) |

#### Reflexiva pronomen
| Reflexiva pronomen | Reflexiva pronomen               | Reflexiva pronomen       | Reflexiva pronomen                |
| Pronomen           | Suffix                           | Exempel                  | Svenska                           |
| ------------------ | -------------------------------- | ------------------------ | --------------------------------- |
| itse               | plus motsvarande possessivsuffix | "keitin itselleni teetä" | "(Jag) kokade te till mig själv." |

#### Indefinita pronomen
| Indefinita pronomen                   | Indefinita pronomen                                    |
| Finska                                | Svenska                                                |
| ------------------------------------- | ------------------------------------------------------ |
| joka (oböjligt)                       | varje                                                  |
| jokainen                              | varje (enskild)                                        |
| joku                                  | någon (person)                                         |
| jompikumpi                            | någondera                                              |
| jokin                                 | någonting, något (djur, sak)                           |
| kukin                                 | envar                                                  |
| kumpainenkin                          | bägge (ålderdoml. el. dial.)                           |
| kumpikin                              | båda två                                               |
| mikin                                 | varje sak (dial.)                                      |
| kenkään                               | ingen, någon (ålderdoml. el. dial.)                    |
| kukaan (nom.), kene+..+kään (oblique) | ingen/någon (person)                                   |
| → ei kukaan                           | ingen (person)                                         |
| kumpikaan                             | ingendera                                              |
| → ei kumpikaan                        | inte någondera                                         |
| mikään                                | någonting → ei mikään = ingenting                      |
| mones (nom.), monente- (oblique)      | vilken i ordningen (representerar första, andra, osv.) |

#### Indefinita adjektiv
| Indefinita adjektiv                     | Indefinita adjektiv |
| Finska                                  | Svenska             |
| --------------------------------------- | ------------------- |
| ainoa                                   | enda                |
| eräs                                    | en viss             |
| harva                                   | få                  |
| usea                                    | flera               |
| itse (icke-reflexivt)                   | själv               |
| kaikki                                  | allt, allting, alla |
| molemmat                                | båda, bägge         |
| moni                                    | många, mången       |
| muu                                     | annan, annat        |
| muutama                                 | några, ett fåtal    |
| muuan                                   | en viss             |
| sama                                    | samma               |
| toinen (icke-reciprokt, icke-numeriskt) | en/någon annan      |

### Substantiv

#### Kasus
| Finska kasus      | Finska kasus   | Finska kasus       | Finska kasus     | Finska kasus         |
| Kasus             | Suffix         | Svensk prep.       | Exempel          | Översättning         |
| Grammatiskt       | Grammatiskt    | Grammatiskt        | Grammatiskt      | Grammatiskt          |
| ----------------- | -------------- | ------------------ | ---------------- | -------------------- |
| nominativ         |                | -                  | talo             | hus                  |
| genitiv           | -n             | -s                 | talon            | husets               |
| ackusativ         | - eller -n     | -                  | talo eller talon | hus                  |
| partitiv          | -(t)a          | -                  | taloa            | hus (som ett objekt) |
| Lokativ (internt) |                |                    |                  |                      |
| inessiv           | -ssa           | i                  | talossa          | i (ett) hus          |
| elativ            | -sta           | från (inifrån, ur) | talosta          | från (ett) hus       |
| illativ           | -an, -en, etc. | in i               | taloon           | in i (ett) hus       |
| Lokativ (externt) |                |                    |                  |                      |
| adessiv           | -lla           | på                 | talolla          | på (ett) hus         |
| ablativ           | -lta           | från               | talolta          | från (ett) hus       |
| allativ           | -lle           | till               | talolle          | till (ett) hus       |
| Essiv             |                |                    |                  |                      |
| essiv             | -na            | som                | talona           | som ett hus          |
| translativ        | -ksi           | till (förvandling) | taloksi          | till ett hus         |
| Marginal          |                |                    |                  |                      |
| instruktiv        | -n             | med (hjälp av)     | taloin           | med huset            |
| abessiv           | -tta           | utan               | talotta          | utan (ett) hus       |
| komitativ         | -ne-           | tillsammans (med)  | taloineni        | med mitt hus         |

Finskans kasussystem kan inte direkt överföras på svenska prepositioner då finskan favoriserar internlokativa prepositioner över externa. Jämför svenskans Jag sitter på bussen mot finskans Istun linja-autossa (rakt översatt Jag sitter i bussen). Samtliga kasus uppvisar därutöver även andra funktioner, till exempel tid, sätt och medel. Exempelvis Perjantaina = på fredag (inte som fredag) och Pidän hänestä  = Jag gillar honom/henne där ändelsen -stä rent semantiskt snarare motsvarar svenskans om.
Utöver detta kan tilläggas att abessivet, utöver bruket i tredje infinitiven, är begränsat i dagligt språk där det snarare ersätts av prepositionen ilman tillsammans med substantivet i partitiv.

#### Plural
Det finns tre olika 'plural' i finska.

##### Nominativ plural
Plural bildas genom att t läggs till böjningsstammen.
| Nominativ plural          | Nominativ plural        |
| Finska                    | Svenska                 |
| ------------------------- | ----------------------- |
| "koirat olivat huoneessa" | "hundarna var i rummet" |
| "huoneet olivat suuria"   | "rummen var stora"      |

##### Efter räkneord
Efter räkneord används partitiv singularis.
| Följande nummer              | Följande nummer             |
| Finska                       | Svenska                     |
| ---------------------------- | --------------------------- |
| "huoneessa oli kaksi koiraa" | "I rummet fanns två hundar" |
| "talossa oli kolme huonetta" | "I huset fanns tre rum"     |

#### Böjda pluraler
När ett ord i plural är böjt i ett annat kasus än nominativ ersätts plural-t:et med i, varefter man hakar på i stort sett samma ändelser som i singular.
| Böjda pluraler       | Böjda pluraler |
| Finska               | Svenska        |
| -------------------- | -------------- |
| 'huone' → 'huoneita' | '(några) rum'  |
| → 'huoneissa'        | 'i rum'        |

| Böjda pluraler         | Böjda pluraler         |
| Finska                 | Svenska                |
| ---------------------- | ---------------------- |
| 'lintu on puussa'      | 'fågeln är i trädet'   |
| → 'linnut ovat puissa' | 'fåglarna är i träden' |

#### Böjning av pronomen
| Böjningar av pronomen | Böjningar av pronomen | Böjningar av pronomen          | Böjningar av pronomen                                                 |
| Finska                | Kasus                 | Exempel                        | Svenska                                                               |
| --------------------- | --------------------- | ------------------------------ | --------------------------------------------------------------------- |
| 'minä'                | nominativ             |                                | 'Jag'                                                                 |
| 'minun'               | genitiv               |                                | ('min, mitt')                                                         |
| 'minun'               | genitiv               | 'tämä talo on minun '          | 'det här huset är mitt '                                              |
| 'minun'               | genitiv               | 'tämä on minun taloni '        | 'det här är mitt hus'                                                 |
| 'minut'               | ackusativ             | 'hän tuntee minut'             | 'han/hon känner mig'                                                  |
| 'minua'               | partitiv              | 'hän rakastaa minua'           | 'han/hon älskar mig'                                                  |
| 'minussa'             | inessiv               | 'tämä herättää minussa vihaa'  | 'det här väcker ilska i mig'                                          |
| 'minusta'             | elativ                | 'hän puhui minusta'            | 'han/hon talade om mig'. Idiomatiskt: 'minusta' = 'enligt min åsikt'. |
| 'minuun'              | illativ               | 'hän luotti minuun'            | 'han/hon litade på mig'                                               |
| 'minulla'             | adessiv               | 'minulla on rahaa'             | 'Jag har pengar'                                                      |
| 'minulta'             | ablativ               | 'hän otti minulta rahaa'       | 'han tog pengar från/av mig'                                          |
| 'minulle'             | allativ               | 'anna minulle rahaa'           | 'ge mig pengar'                                                       |
| 'minuna'              | essiv                 | 'sinuna en ottaisi rahoja'     | 'om jag var du, skulle jag inte ta pengarna'                          |
| 'minuksi'             | translativ            | 'häntä luullaan usein minuksi' | 'man tror ofta att han/hon är jag'                                    |

#### Substantiv- och adjektivstammar

##### Vokalstammar
Ett ord med en vokalstam har en vokal i slutet av ordet i nominativ, och behåller vokalen i alla former. Stamvokalen kan dock ändras i vissa böjningsformer:
| Svenska           | stamvokalen | singular | sg. gen. | sg. part. | plural | pl. gen. | pl. part. | Kommentar |
| ----------------- | ----------- | -------- | -------- | --------- | ------ | -------- | --------- | --- |
| fisk              | -a          | kala     | kalan    | kalaa     | kalat  | kalojen  | kaloja    | a + i blir oj efter a, e och i.                                                                                            |
| vinkel            | -a          | kulma    | kulman   | kulmaa    | kulmat | kulmien  | kulmia    | a + i blir i efter o och u                                                                                                 |
| sommar            | -ä          | kesä     | kesän    | kesää     | kesät  | kesien   | kesiä     | ä + i blir i |
| namn              | -e          | nimi     | nimen    | nimeä     | nimet  | nimien   | nimiä     | e blir i i slutet av ord; e + i blir i                                                                                     |
| hall              | -i          | halli    | hallin   | hallia    | hallit | hallien  | halleja   | i + i blir ej |
| ljus              | -o          | valo     | valon    | valoa     | valot  | valojen  | valoja    | En stam med en labial vokal -o, -u, -y, -ö oföränderlig; i blir j mellan vokaler                                           |
| nalle/gosse björn | -e          | nalle    | nallen   | nallea    | nallet | nallejen | nalleja   | Oföränderligt -e kan man finna i många nya ord; i blir j mellan vokaler                                                    |
| land, jord        | -aa         | maa      | maan     | maata     | maat   | maiden   | maita     | En lång vokal blir kort före plurals i                                                                                     |
| väg               | -ie         | tie      | tien     | tietä     | tiet   | teiden   | teitä     | De historiskt långa vokalerna ee, oo, öö har blivit diftongerade, men den ursprungliga vokalen finns bevarad i kortformer. |

Förändringen av fornfinskans slutliga e till i betyder att stamvokalen av ett ord som slutar på i inte kan bestämmas från endast nominativ; en av böjningsformerna måste konsulteras. Men de flesta gamla ärvda orden som slutar på i är på nedgång som e-stammarna (eller konsonant, se nedan), medan nyare lånord, där i oftast läggs till för fonetiska skäl (som i halli (hall och ruuti (krut)), som hela tiden håller på att minska.

##### Konsonantstammar

###### -s substantiv
Vokalisering eller lenition finns som tillägg till någon konsonantgradation, t.ex. kuningas (nominativ) ~ kuninkaan (genitiv) ~ kuninkaaseen (illativ) eller mies (nominativ) ~ miehen (genitiv) ~ mieheen (illativ).

###### -nen substantiv
Detta är en mycket vanlig klass av vanliga substantiv (t.ex. nainen "kvinna"), många egennamn och många vanliga adjektiv. Genom att lägga till -nen till många substantiv skapas enkelt ett adjektiv (muovi "plast" - muovinen "gjord av plast/plastig", jämför sv. -ig, rand - randig). Det kan också fungera som diminutiv.
Formulären fungerar som om det slutade på -s, förutom i nominativ, där det slutar på -nen. Det är så enkelt som att man tar bort -nen och lägger till -e varefter böjningsändelsen läggs till:
| Finska               | Svenska           |
| -------------------- | ----------------- |
| muovisessa pussissa  | i plastpåsen      |
| kaksi muovista lelua | två plastleksaker |
| muoviseen pussiin    | in i plastpåsen   |

Här är en liten lista med ord som används som diminutiv:
| Finska    | Huvudord | Svenska         |
| --------- | -------- | --------------- |
| kätönen   | käsi     | en liten hand   |
| lintunen  | lintu    | en liten fågel  |
| veikkonen | veikko   | en gosse        |
| kirjanen  | kirja    | häfte/bok       |
| kukkanen  | kukka    | en liten blomma |
| lapsonen  | lapsi    | ett litet barn  |

Diminutivformen existerar mestadels i efternamn som är gamla ord vars innebörd oftast har förvrängts:
| Finska      | Huvudord | Svenska |
| ----------- | -------- | --- |
| Rautiainen  | rautio   | smed (av en smeds familj)                                                                                          |
| Korhonen    | korho    | döv (av en dövs familj)                                                                                            |
| Leinonen    | leino    | sorgsen; kan också anses vara en förkortning av Leonard                                                            |
| Virtanen    | virta    | en familj "med ström"                                                                                              |
| Jokinen     | joki     | en familj "med flod"                                                                                               |
| Järvinen    | järvi    | en familj "med sjö"                                                                                                |
| Nieminen    | niemi    | en familj från en halvö                                                                                            |
| Mikkonen    |          | Ett gårdsnamn som antagligen är från ägaren med namnet "Mikko"                                                     |
| Martikainen |          | antagligen från "Martikka" som är ett efternamn från Södra Karelen, besläktat med ryska namnet "Мapтикa" (Martika) |
| Lyytikäinen |          | från "Lyytikkä" som har ursprung i det germanska manliga namnet "Lydecke"                                          |

###### -e substantiv
De äldre -h och -k stammarna har förändrats ganska drastiskt. Dessa konsonanter "överlever" inte i någon paradigm och dessa substantiv slutar på ett oföränderligt -e. Men den tidigare existensen av en konsonant kan i stort sett fortfarande existera i ordböcker i och med att det representerar en svag gradering och varje ord har två stammar; en svag stam "konsonantstam" där slutkonsonanten har assimilerats (används för partitiv singular), och en stark stam "vokalstam" som de flesta suffix tillämpas. Vokalstammen har ett extra -e: perhe "familj" - perhee, perheessä, perheellä osv. som representerar den historiska förlusten av en mittenkonsonant som ibland kan bli hittat i dialekter med ett -h- (t.ex. "rost": ruoste - ruostehena).
I dagens finska beter sig alla som ord som slutar på e som gamla h-stammar. I vissa dialekter har denna h-stam skiftats till s-stammen istället, till exempel österbottnisk finska har venes utvecklats ur veneh som heter veneen (båt) på riksfinska. Illativet ändrar också sin form på konsonantstammen där ändelsen -hen är ändrad till -seen, såsom -hen är genitiv.
Den svaga stammen som finns i "ordböcker" resulterar från en annan historisk förändring där en slutkonsonant har försvunnit. Detta är en viktig böjning eftersom partitivets suffix läggs till direkt på denna stam där konsonanten har assimilerats till ett -t- istället för att försvinna. Andra böjningsändelser har tillägget till den starka stammen/vokalstammen.
| -e substantiv | -e substantiv            | -e substantiv                |
| kasus         | huone 'rum'              | laite 'enhet'                |
| ------------- | ------------------------ | ---------------------------- |
| partitiv sg.  | kaksi huonetta "två rum" | kaksi laitetta "två enheter" |
| nominativ pl. | huoneet "rum (flera)"    | laitteet "enheter"           |
| inessiv sg.   | huoneessa "i rummet"     | laitteessa "i enheten"       |
| illativ sg.   | huoneeseen "in i rummet" | laitteeseen "in i enheten"   |

### Adjektiv

#### Konjugation
I finskan böjs adjektiven som substantiven och ett adjektiv måste böjas i antal och kasuset som substantivet böjs i.
Här är några få adjektiv:
| Finska     | Svenska |
| ---------- | ------- |
| "iso"      | "stor"  |
| "pieni"    | "liten" |
| "punainen" | "röd"   |

Och här är några exemplen på hur adjektivet böjs efter substantivets böjningar:
| Finska               | Svenska                   |
| -------------------- | ------------------------- |
| 'ison talon edessä   | "framför det stora huset" |
| 'kaksi pientä taloa' | "två små hus"             |
| 'punaisessa talossa' | "i det röda huset"        |

Adjektiven böjs på samma regler som substantiven när de böjs efter substantiven.

#### Formering av komparativ
Komparativformerna av adjektiven bildas genom att lägga till -mpi till böjningsstammen. Till exempel:
| Finska     | Svenska | Finska       | Svenska  |
| ---------- | ------- | ------------ | -------- |
| 'iso'      | "stor"  | 'isompi'     | "större" |
| 'pieni'    | "liten" | 'pienempi'   | "mindre" |
| 'punainen' | "röd"   | 'punaisempi' | "rödare" |

### Adpositioner
Postpositioner ("efterled") är mycket vanliga i finska språket medan prepositioner ("förled") är relativt sällsynta. Vissa adpositioner kan användas både som prepositioner och postpositioner eller ersättas av kasusändelser som ofta har samma funktion som svenskans prepositioner.
Postpositioner placeras efter huvudorden som oftast står i genitiv: isän kanssa 'med pappa', juhlien jälkeen 'efter festen'. Propositioner som står efter ett personligt pronomen kompletteras med motsvarande possessivsuffix, i vilket fall kan pronomenet självt utelämnas: näen suoraan (sinun) lävitsesi 'jag ser rakt igenom dig', (meidän) kanssamme 'med oss'. Det här gäller inte de postpositioner som kräver ett annat kasus.
Exempel på vanliga postpositioner:
| Postpositioner                        | Postpositioner                  |
| Finska                                | Svenska                         |
| ------------------------------------- | ------------------------------- |
| päälle                                | (upp) på (riktning)             |
| päällä                                | på (läge)                       |
| päältä                                | (ner) från                      |
| alle                                  | under (riktning)                |
| alla                                  | under (läge)                    |
| alta                                  | från under                      |
| ylle                                  | ovanför (riktning)              |
| yllä                                  | över, ovanför (läge)            |
| yltä                                  | från ovanför                    |
| sisälle, sisään                       | in i                            |
| sisällä, sisässä                      | inne i                          |
| sisältä, sisästä                      | (ut) ur                         |
| jälkeen                               | efter                           |
| takia                                 | på grund av                     |
| kautta                                | via, genom                      |
| läpi, lävitse                         | igenom                          |
| kanssa                                | med, i sällskap av/med          |
| (genitiv +) keskellä huoneen keskellä | i mitten av, mitt i             |
| vuoksi                                | för (någons) skull; på grund av |
| puolesta                              | för; i (någons) ställe          |
| (partitiv +) vastaan                  | mot                             |
| (partitiv +) kohtaan                  | gentemot                        |
| (partitiv +) varten                   | för (ett syfte)                 |
| (partitiv +) vailla                   | i behov av, utan                |
| (elativ +) huolimatta                 | trots                           |

Efter prepositioner står nominalfraser i allmänhet i partitiv: ilman minua 'utan mig', ennen oppituntia 'innan lektionen'. Exempel på vanliga prepositioner:
| Prepositioner                           | Prepositioner       |
| Finska                                  | Svenska             |
| --------------------------------------- | ------------------- |
| ilman                                   | utan                |
| ennen                                   | innan               |
| keskellä (+ partitiv) keskellä huonetta | i mitten av, mitt i |
| vailla                                  | utan                |

### Verb

#### Modus

##### Imperativ
Exempel: Ät ett äpple

###### Jakande
- syö omena - ät (du) äpplet/ett äpple
- hän syököön omenan - han/hon må äta äpplet
- syökäämme omena - låt oss äta äpplet/ett äpple
- syökää omena - ät (ni) ett äpple (Jämför: Syökää omenaa! - Ät äpple! (allmänt))
- he syökööt omenan - de må äta äpplet

###### Nekande
- älä syö omenaa - ät (du) inte äpplet/ett äpple
- hän älköön syökö omenaa - han/hon må inte äta äpplet
- älkäämme syökö omenaa - låt oss inte äta äpple
- älkää syökö omenaa - ät (ni) inte äpple
- he älkööt syökö omenaa - de må inte äta äpplet

#### Infinitiv

##### Första infinitiv
Det är ordboksformen och slutar på -a eller -ä. Denna form benämns lativ. Den förekommer också i translativ och betyder då för att:
- Emme elä syödäksemme, vaan syömme elääksemme. = vi lever inte för att äta, utan vi äter för att leva.

##### Andra infinitiv
Formen är som första infinitiv men slutar på -e i stället. Den kan förekomma i genitiv som sättadverbial:
- Tyttö tuli itkien kotiin. = Flickan kom hem gråtande.

I inessiv bildar den ett tidsadverbial, som blir en tidsbisats på svenska:
- Kevään tullessa jäät sulaavat. = När våren kommer smälter isarna.

Ett substantiv i genitiv eller en possessiv ändelse visar vem som är subjektet i tidsbisatsen.

##### Tredje infinitiv
Tredje infinitivet beskriver handlingar. I svenskan motsvaras det generellt av uppbyggnaden är och....
Det baseras kring att verbets ordstam fogas till -ma/mä och därtill kasusändelsen.

###### Tredje infinitiv inessiv
Beskriver att någon för närvarande utför en handling. Till exempel:
Kalle är och läser i biblioteket = Kalle on lukemassa kirjastossa

###### Tredje infinitiv elativ
Beskriver att någon har utfört en handling och förslagsvis nu har återvänt från den. Till exempel:
Kalle återvänder från att ha läst = Kalle palaa lukemasta

###### Tredje infinitiv illativ
Beskriver att någon har för avsikt att utföra en handling. Till exempel:
Kalle går för att simma = Kalle menee uimaan

###### Tredje infinitiv adessiv
Beskriver hur någon utför en handling. Till exempel:
Kalle studerar genom att läsa = Kalle opiskelee lukemalla

###### Tredje infinitiv abessiv
Beskriver hur någon inte utför en handling. Till exempel:
Kalle och Roger hinner utan att springa  = Kalle ja Roger ehtivät juoksematta

### Räkneord

#### Grundtal
Grundtalen ett till tio.
| Grundtal  | Grundtal |
| Finska    | Svenska  |
| --------- | -------- |
| nolla     | noll     |
| yksi      | ett      |
| kaksi     | två      |
| kolme     | tre      |
| neljä     | fyra     |
| viisi     | fem      |
| kuusi     | sex      |
| seitsemän | sju      |
| kahdeksan | åtta     |
| yhdeksän  | nio      |
| kymmenen  | tio      |

För att skapa talen elva till nitton läggs "toista" till entalet: yksitoista, kaksitoista, …, yhdeksäntoista. Tjugo är helt enkelt "kaksikymmentä", det vill säga "två tior" (kymmenen står i partitiv efter tal precis som substantiv vanligtvis gör). Tiotalen blir kolmekymmentä, neljäkymmentä, …, yhdeksänkymmentä.
100 är "sata", 200 är "kaksisataa" och så vidare.
1000 är "tuhat", 2000 är "kaksituhatta" och så vidare.
Talet 3721 i skrift blir alltså "kolme-tuhatta-seitsemän-sataa-kaksi-kymmentä-yksi" (ordet skrivs utan mellanslag; bindestrecken är bara utsatta för tydlighetens skull)
Långa tal (som 32534756) delas in i tusental med mellanrum, som på svenska (32 534 756). Om man skriver ut det i text ska mellanrum finnas på samma ställen (ordet "miljoona" skrivs också separat). 32 534 756 blir alltså "kolme-kymmentä-kaksi miljoonaa viisi-sataa-kolme-kymmentä-neljä-tuhatta seitsemän-sataa-viisi-kymmentä-kuusi" (bindestrecken används återigen bara för tydlighetens skull).
Tal kan böjas i kasus; då böjs alla delar av talet utom det oböjliga "toista".

#### Ordningstal
Ordningstalen 1-19. Första och andra är tämligen oregelbundna, medan elfte och tolfte är mer logiska.
| Ordningstal     | Ordningstal |
| Finska          | Svenska     |
| --------------- | ----------- |
| ensimmäinen     | första      |
| toinen          | andra       |
| kolmas          | tredje      |
| neljäs          | fjärde      |
| viides          | femte       |
| kuudes          | sjätte      |
| seitsemäs       | sjunde      |
| kahdeksas       | åttonde     |
| yhdeksäs        | nionde      |
| kymmenes        | tionde      |
| yhdestoista     | elfte       |
| kahdestoista    | tolfte      |
| kolmastoista    | trettonde   |
| neljästoista    | fjortonde   |
| viidestoista    | femtonde    |
| kuudestoista    | sextonde    |
| seitsemästoista | sjuttonde   |
| kahdeksastoista | artonde     |
| yhdeksästoista  | nittonde    |

## Syntax

### Kasusanvändning

#### Inre och yttrelokalkasus
Adessiv används när levande varelser har något och inessiv när livlösa ting har något:
- Seijalla on liian ohuet sukat. = Seija har för tunna strumpor.
- Toisessa sukassa on reikä. = Den ena strumpan har ett hål.

Adessiv används för att visa vilken position något har medan inessiv syftar på att föremålet är på sin avsedda plats. Jämför:
- Tavarat ovat laiturilla. = Sakerna är på bryggan.
- Vene on laiturissa. = Båten ligger (förtöjd) vid bryggan.
- Maljakko on pöydällä. = Vasen står på bordet.
- Ruoka on pöydässä. = Maten är serverad.

#### Obestämd och bestämd tidpunkt
Adessiv används ofta för en obstämd tidpunkt medan essiv för en bestämd.
- Kesällä nousemme usein varhain aamulla. = Om sommaren stiger vi ofta upp tidigt om morgonen.
- Tänä kauniina päivänä voimme olla ulkona. = Denna vackra dag kan vi vara ute.

### Satsförkortningar
I stället för en bisats som uttrycker tid, sätt eller mål för handlingen, kan man i finskan göra en så kallad satsförkortning. I stället för ett personböjt verb i bisatsen, har man verbet i andra infinitiv i inessiv eller genitiv respektive första infinitiv i translativ. Personen uttrycks genom genitiv eller possesivändelse om infinitivet är aktiv. Med passivt infinitiv anges inte agenten.

#### Satsförkortningar som uttrycker tid
De består av andra infinitivet i inessiv. Några exempel:
- Kevään tullessa jäät sulavat. = När våren kommer smälter isarna.
- Tuletteko meille palatessanne? = Kommer ni till oss, när ni kommer tillbaka (på återvägen)?
- Toukoja tehtäessä oli suuria sateita. = När man höll på med vårsådden, kom det mycket regn.